# Peggy Oki
Peggy Oki (Chinatown, 15 de Março de 1954) é uma skatista, surfista, bióloga e ativista ambiental americana, de origem Japonesa. Foi uma das primeiras skatistas (mulher) de que se tem conhecimento, embora a primeira a se profissionalizar tenha sido Patti McGee. 
Dentre suas tantas atividades Peggy Oki é reconhecida principalmente por ter feito parte da equipe de skate Zephyr original, sendo a  única "Z-Girl" do lendário grupo Z-Boys.